# Mtscheta (gemeente)
Mtscheta (Georgisch: მცხეთის მუნიციპალიტეტი, Mtschetis moenitsipaliteti) is een gemeente in het midden van Georgië, gelegen in de regio Mtscheta-Mtianeti. De gemeente heeft een oppervlakte van 636,5 km² en ruim 51.000 inwoners (2024).
Het bestuurlijk centrum is de historische stad Mtscheta, die tot de 5e eeuw de hoofdstad van het Georgische koninkrijk Iberië was. Op deze locatie vloeien de rivieren Aragvi en Mtkvari samen.

## Geschiedenis
Het gebied van de gemeente behoorde vanaf de 15e eeuw tot het Koninkrijk Kartli en ging in 1762 op in het Koninkrijk Kartli-Kachetië. Het in 1784 gesloten Verdrag van Georgiejevsk tussen Kartli-Kachetië en het Russische Rijk leidde de inlijving van het koninkrijk door Rusland in.

### In Russisch Rijk

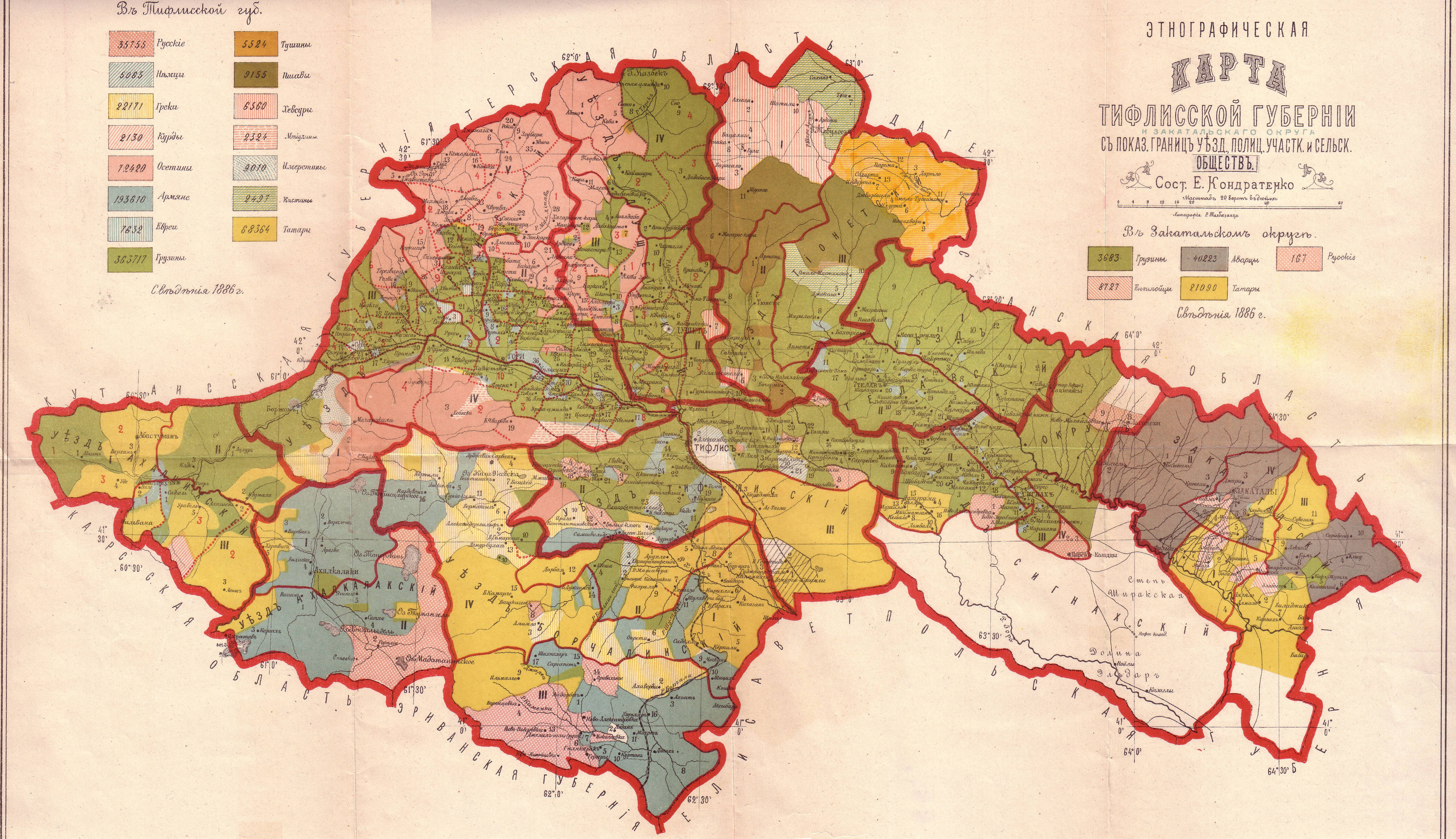
Gouvernement Tiflis: Oejezd Doesjeti met oetsjastok Mtscheta (midden)

In 1801 annexeerde het Russische Rijk het koninkrijk Kartli-Kachetië, waarbij Mtscheta een van de eerste Georgische gebieden was dat onder Russisch gezag kwam. De Georgische Militaire Weg die vanuit het noorden naar Tbilisi door het gebied gaat speelde hierin een rol. De contouren van de moderne bestuurlijke indeling van Georgië werden geschapen door de provinciale indeling van de Georgische gouvernementen. Kartli-Kachetië werd omgevormd in het gouvernement Georgië met vijf oejezden (provincies, ook wel mazra genoemd in het Georgisch).
Het noordelijke deel van het gebied van Mtscheta werd ingedeeld bij het Oejezd Doesjeti. In 1840-1846 viel Doesjeti onder het gouvernement Georgië-Imeretië en vanaf 1846 onder het gouvernement Tiflis. Dit deel van de hedendaagse gemeente bestond toen als bestuurlijke deeleenheid, het oetsjastok Mtscheta. Het zuidelijke deel van de hedendaagse gemeente lag in oejezd Tiflis en een klein gedeelte in oejezd Gori.

### Vorming district
Als gevolg van de grote bestuurlijke herindelingen van de Sovjet-Unie in 1929-1930 werd het rajon (district) Mtscheta gecreëerd met de plaats Mtscheta als centrum. Het district werd verschillende keren kort opgeheven om weer heropgericht te worden. In het onafhankelijke Georgië werd het district in 1995 onderdeel van de nieuw opgerichte regio (mchare) Mtscheta-Mtianeti en in 2006 werd het district omgevormd naar een gemeente (municipaliteit).

### Herziening grenzen Tbilisi
In 2006 werden de grenzen van de stadsregio Tbilisi flink aangepast, ten koste van de omliggende gemeenten. Mtscheta verloor ongeveer 168,5 km² aan de hoofdstedelijke regio. Mtscheta verloor onder andere het gebied bij het Lisimeer ten noorden van het Saboertalo district van Tbilisi en een gebied bij Digomi. Het verloor ook een gedeelte ten noorden van het Tbilisi-reservoir. De 'nederzetting met stedelijk karakter Zahesi kwam in Tbilisi te liggen. Hierdoor verloor de gemeente duizenden inwoners aan de hoofdstad.

### Vluchtelingen uit Zuid-Ossetië
Na de Russisch-Georgische Oorlog van 2008 kwam bij het dorp Tserovani een speciaal vluchtelingendorp voor de binnenlands ontheemden ('IDP') met ongeveer 2.000 woningen voor circa 7.000 vluchtelingen uit Zuid-Ossetië. Dit maakte Tserovani niet alleen de grootste nederzetting voor de binnenlandse vluchtelingen in Georgië maar ook het grootste dorp van het land qua bevolkingsaantal en tevens de grootste plaats in de gemeente Mtscheta.

## Geografie

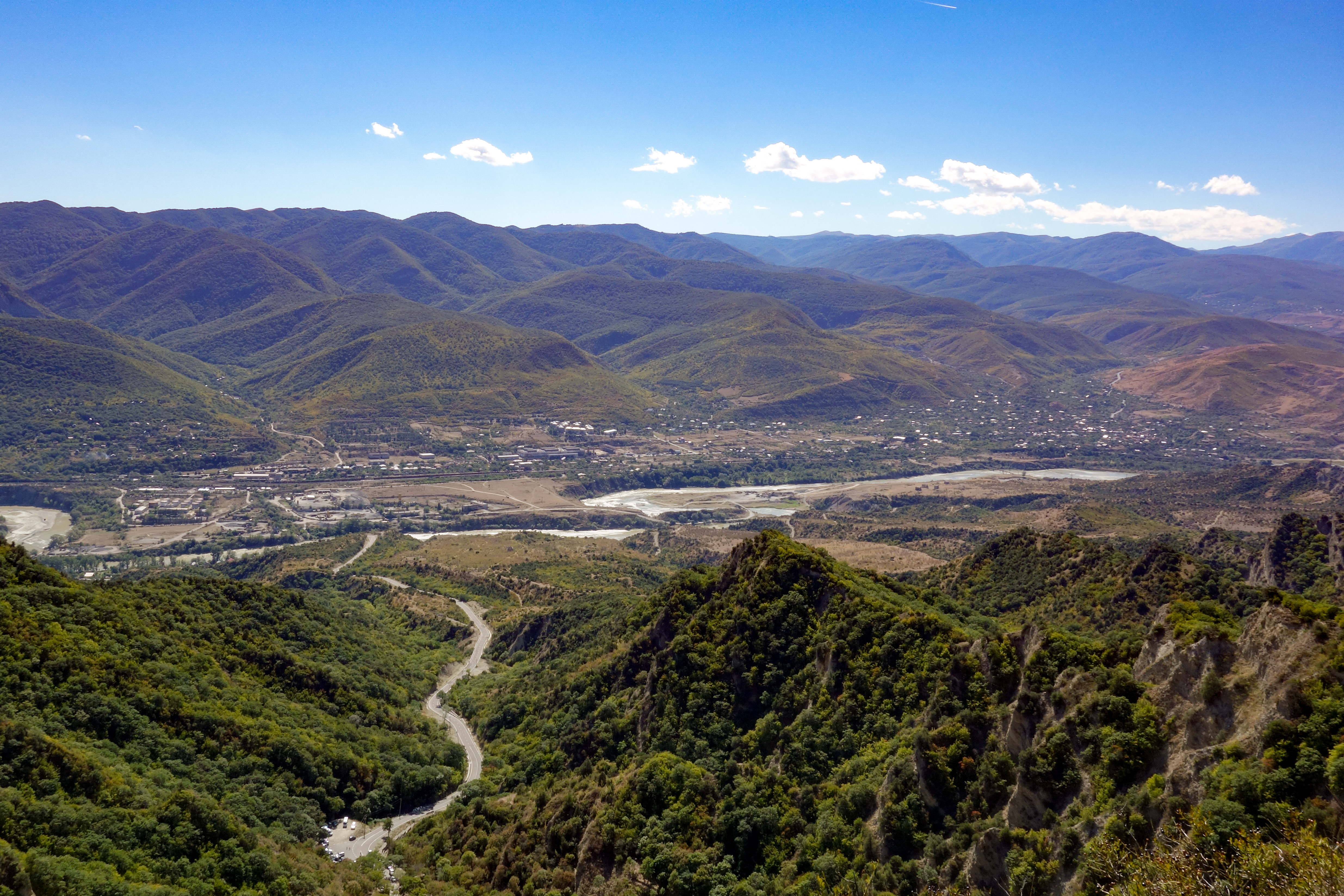
Mtkvari tussen het Trialetigebergte (achtergrond) en de Kvernakebi bergrug

De gemeente Mtscheta ligt direct aan de west- en noordkant van Tbilisi, in de oostelijke uiteinden van het Trialetigebergte en de Sjida Kartli Vlakte. Mtscheta grenst aan zeven gemeenten en drie regio's, te weten in het noorden Doesjeti en Tianeti, in het noordoosten Sagaredzjo (regio Kacheti) en Gardabani (regio Kvemo Kartli), langs de zuidoostelije grens aan Tbilisi, in het zuiden aan Tetritskaro (regio Kvemo Kartli) en in het westen aan Kaspi (regio Sjida Kartli).

### Bergruggen
In het zuiden van de gemeente ligt het oostelijke uiteinde van het Trialetigebergte. Dit loopt hier in hoogte af van 1.700 meter naar 1.100 meter boven zeeniveau in de periferie van hoofdstad Tbilisi. De Mtkvari rivier stroomt van west naar zuidoost door de gemeente tussen het Trialetigebergte in het zuiden en de smalle Kvernakebi bergrichel langs de noordoever. De Kvernakebi scheidt de rivier van de Moechranivlakte en reikt tot ongeveer 1100 meter boven zeeniveau. Vanuit het noorden voegt de Aragvi voegt zich bij de Mtkvari. Bij deze samenvloeiing ligt de historische hoofdstad Mtscheta.
De Sagoeramo-Jalno-bergrug is een oostelijke continuering van de Kvernakebi en kent in Mtscheta een hoogste punt van 1.733 meter (de berg Nakochari). De Sabadoeribergrug, parallel aan de Sagoeramo, vormt de noordoostelijke grens van Mtscheta. Dit gebied is onderdeel van het nationaal park Tbilisi, een van de beschermde gebieden in Georgië. Tussen de Sagoeramo- en Sabadoeri-bergruggen ligt de kleine Sagoeramovlakte, dat aan de oostelijke oever van de Aragvi een geografisch verlengde is van de Moechranivlakte. Deze vallei loopt in oostelijke richting over in de kloof van de Tezami-rivier.

## Demografie
Begin 2024 telde de gemeente Mtscheta 51.153 inwoners, een daling van 8% ten opzichte van de volkstelling van 2014. Het dorp Tserovani werd na de Russisch-Georgische Oorlog in 2008 aangewezen als locatie voor een speciaal vluchtelingendorp, waardoor dit het grootste dorp van het land werd qua bevolkingsaantal en tevens de grootste plaats in de gemeente Mtscheta.
| Gemeente Mtscheta                                                       | - | -     | -     | 32.822 | 39.396 | 58.015 | 63.123 | 64.829 | 55.651 | 53.167 | 51.153 |  |  |  |
|                                                                         |   |       |       |        |        |        |        |        |        |        |        |  |  |  |
| Mtscheta                                                                | - | 1.284 | 3.077 | 7.131  | 7.051  | 6.860  | 9.588  | 7.718  | 7.940  | 7.584  | 7.392  |  |  |  |
| Tserovani                                                               | - | 363   | -     | -      | -      | -      | -      | 1.718  | 8.191  | -      | -      |  |  |  |
| Moechrani                                                               | - | 3.208 | -     | -      | -      | -      | -      | 6.239  | 6.197  | -      | -      |  |  |  |
| Verantwoording data: Bevolkingsstatistiek Georgië 1897 tot heden. Noot: |   |       |       |        |        |        |        |        |        |        |        |  |  |  |

### Etniciteit en religie

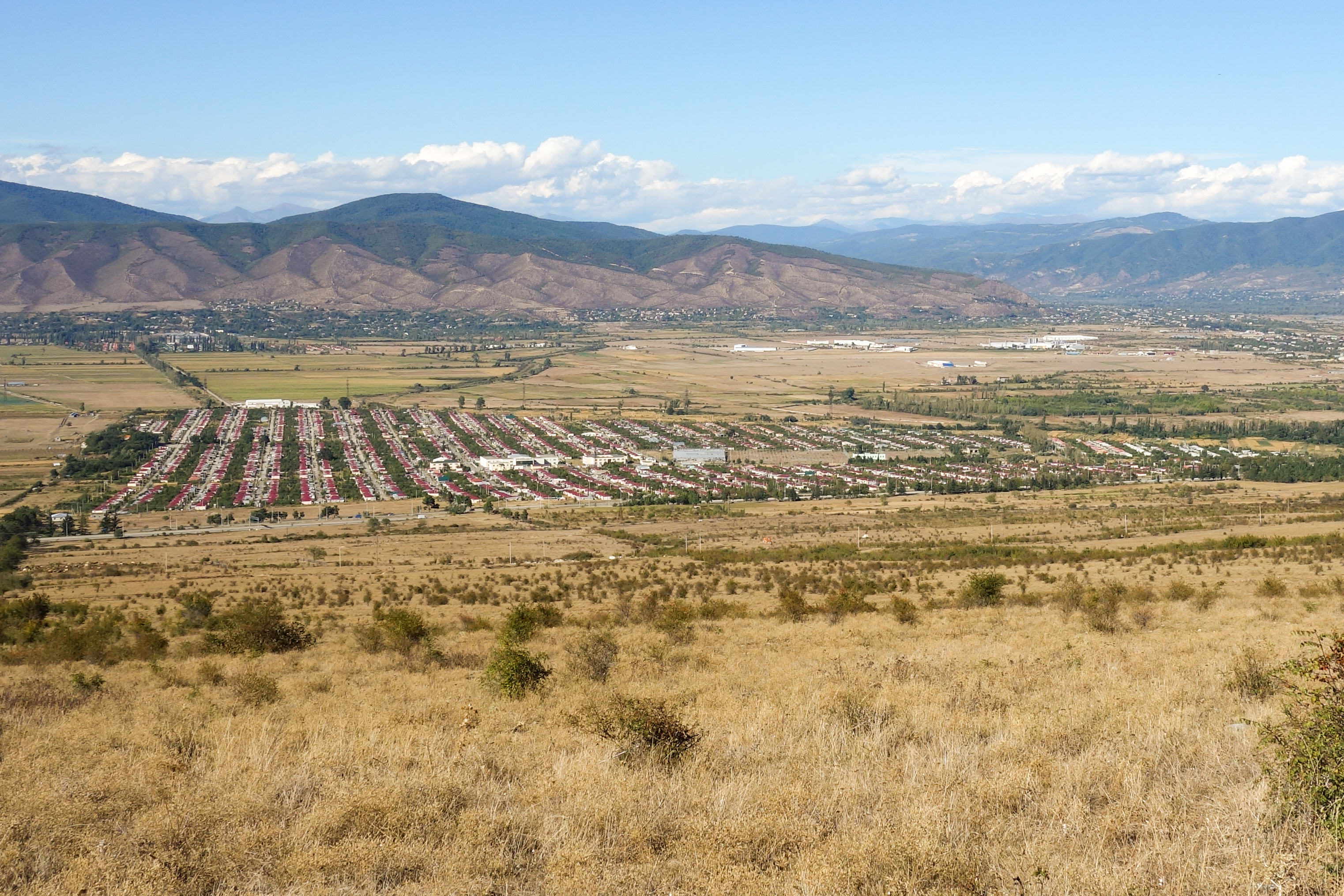
Tserovani IDP-dorp in de Moechrani Vlakte

De bevolking van Mtscheta bestond volgens de volkstelling van 2014 vrijwel geheel uit Georgiërs 92,0%). Er woont een betrekkelijk grote gemeenschap Azerbeidzjanen (4,2%), maar ook een relatief grote gemeenschap Assyriërs (1,3%) en Osseten (1,2%). De Osseten wonen voornamelijk in de dorpen Tserovani en Tsjardachi. Verder is 0,5% Armeens en 0,3% Rus. Andere minderheden zijn in veel kleinere aantallen woonachtig, zoals Oekraïners, Jezidi's en Pontische Grieken.
De religieuze samenstelling volgt de bevolkingssamenstelling: 94,2% is Georgisch-Orthodox, 4,1% is moslim, en 0,5% is jezidi.

## Administratieve onderverdeling

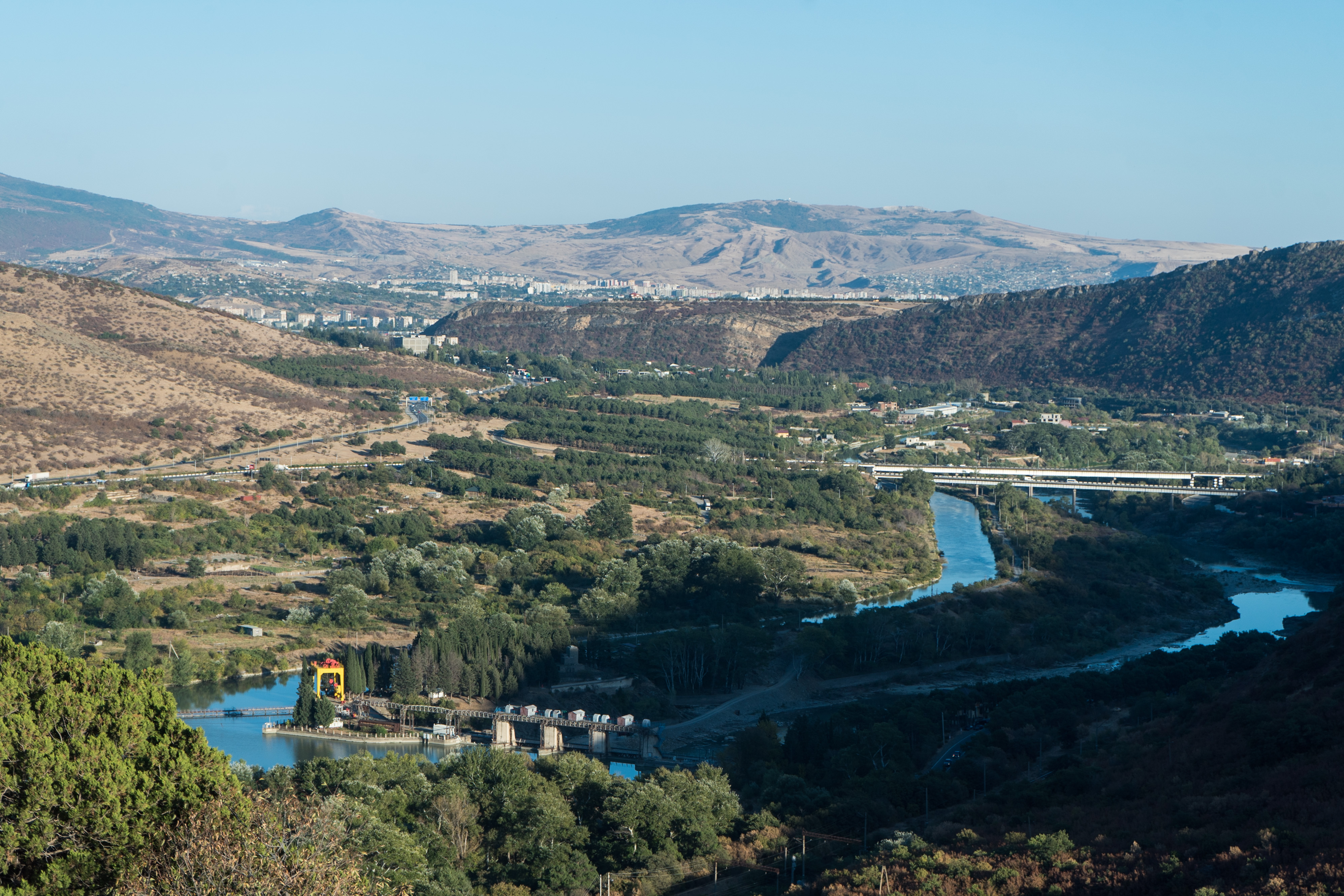
Zicht op de Mtkvari richting Tbilisi

De gemeente Mtscheta is administratief onderverdeeld in 16 gemeenschappen (თემი, temi) met in totaal 64 dorpen (სოფელი, sopeli). Er is één stad (ქალაქი, kalaki).
- stad: Mtscheta (bestuurlijk centrum);
- dorpen: in totaal 64, waaronder Tserovani, het grootste dorp van het land, Natachtari en Saschori.

Tussen 2014 en 2017 had de stad Mtscheta zogeheten zelfbestuur en was het een aparte (stads)gemeente naast de rest van de rurale gemeente Mtscheta. In 2017 werd deze stap teruggedraaid omdat het te kostbaar en inefficiënt bleek.

## Bestuur

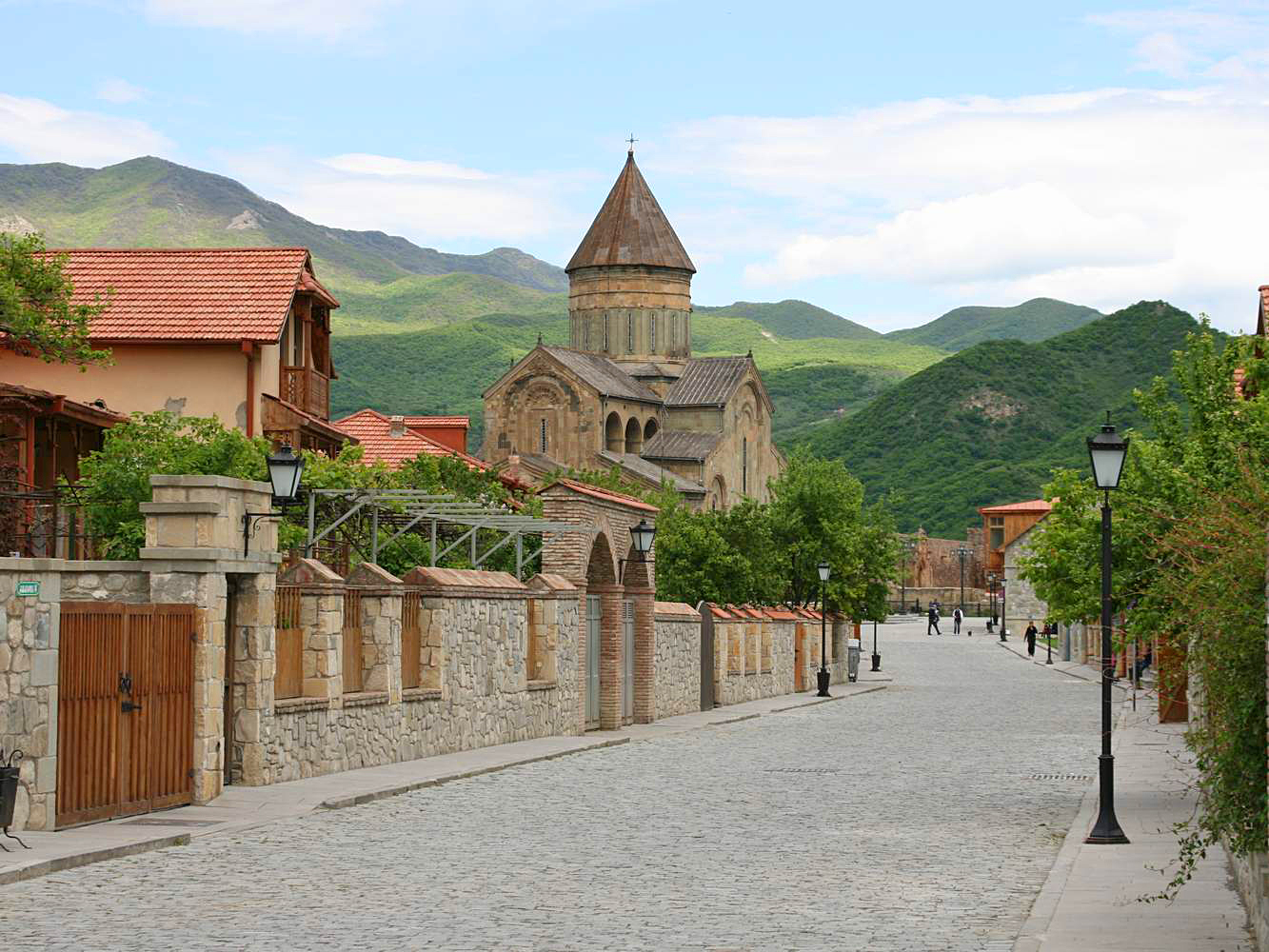
Pittoresk en historisch Mtscheta is bestuurlijk centrum van gemeente

De gemeenteraad van Mtscheta (Georgisch: საკრებულო, sakreboelo) wordt elke vier jaar gekozen in een gemengd kiesstelsel. Een deel wordt via enkelvoudige kiesdistricten gekozen en een deel via evenredige vertegenwoordiging van gesloten partijlijsten, waarvoor een kiesdrempel geldt van drie procent.
| Partij | Partij                             | 2014 | 2017 | 2021 |
| ------ | ---------------------------------- | ---- | ---- | ---- |
|        | Georgische Droom (GD)              | 17   | 23   | 19   |
|        | Verenigde Nationale Beweging (UNM) | 2    | 2    | 7    |
|        | Overige partijen                   | 8    | 4    | 1    |
| Totaal | Totaal                             | 27   | 29   | 27   |

## Bezienswaardigheden

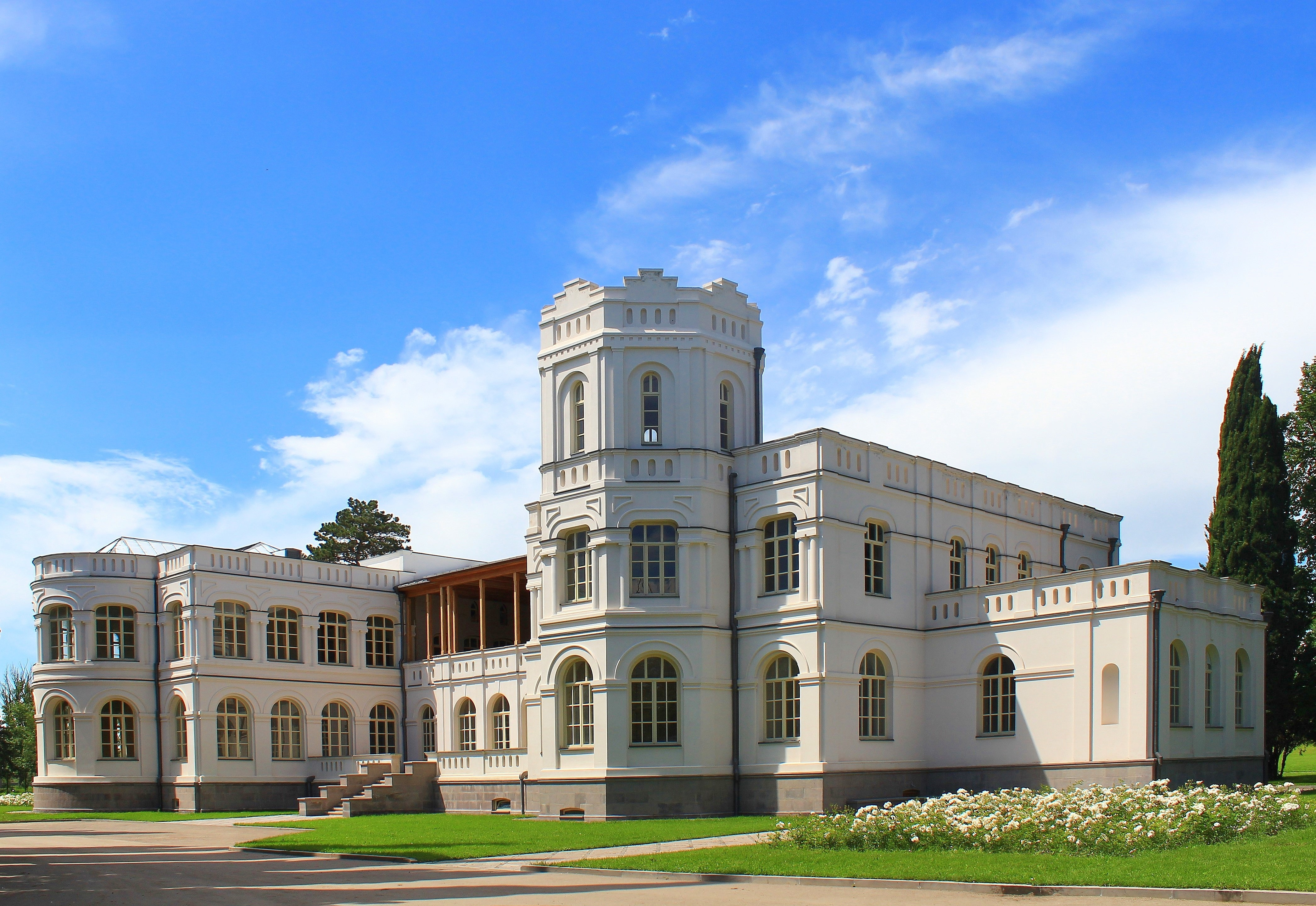
Paleis van huis van Moechrani

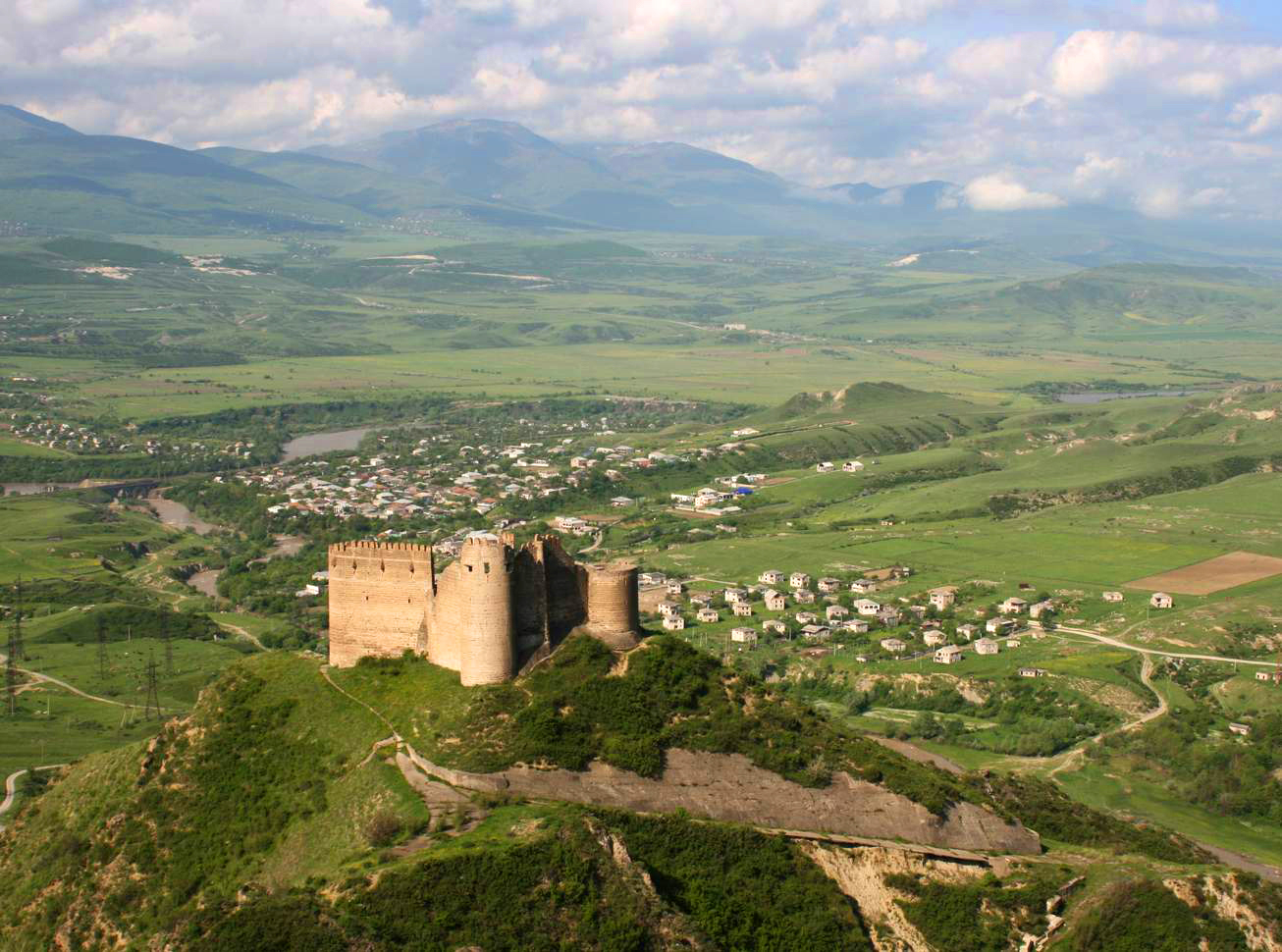
Het Ksani-fort boven de Mtkvari en de Sjida Kartli-vlakte

In de gemeente Mtscheta zijn verschillende cultuur-historische monumenten die van grote nationale waarde zijn:
- De van oorsprong 4e-eeuwse Svetitschoveli-kathedraal, in Mtscheta geldt als een van de monumentale hoogtepunten van de Georgische christelijke vorming. De huidige kathedraal stamt uit de 11e eeuw.
- Het aan de overzijde van de Aragvi gelegen Dzjvariklooster bij Mtscheta is een uit de 6e eeuw stammend klooster op een heuvel die uitzicht biedt over Mtscheta. Hier zou de heilige Nino, die Georgië tot het christendom bekeerde, koning Mirian III van Iberië hebben gekerstend, waarna de koning het christendom als staatsgodsdienst verklaarde.
- Zedazeniklooster op de top van de Sagoeramo bergrug. Een kloostercomplex en burcht met wortels in de vroege middeleeuwen (6e eeuw). In 2006 tot nationaal cultureel erfgoed verklaard.[28]
- Ksanifort bij Ksani. Een van oorsprong 16e-eeuws fort op de berg Sarkineti, bij de samenvloeiing van de Ksani en Mtkvari rivieren.[29]
- Nationaal park Tbilisi in de Sagoeramo bergrug aan de noordkant van Tbilisi.
- Monument slag van Didgori. Deze slag vond in 1121 plaats en geldt als een van de grootste en belangrijkste overwinningen in de Georgische geschiedenis. Onder leiding van koning David IV versloegen de Georgiërs bij het dorp Didgori de Seltsjoeken. Op de berg Didgori, langs de weg Sh153 (Saschori - Didi Toneti) staat sinds de jaren 1990 een groot monument.[30]
- Moechrani fort en paleis. Het fort stamt uit de 18e eeuw en was de zetel van het huis van Moechrani, tot er een paleis werd gebouwd in de 19e eeuw gestileerd naar een Frans chateau.

## Vervoer

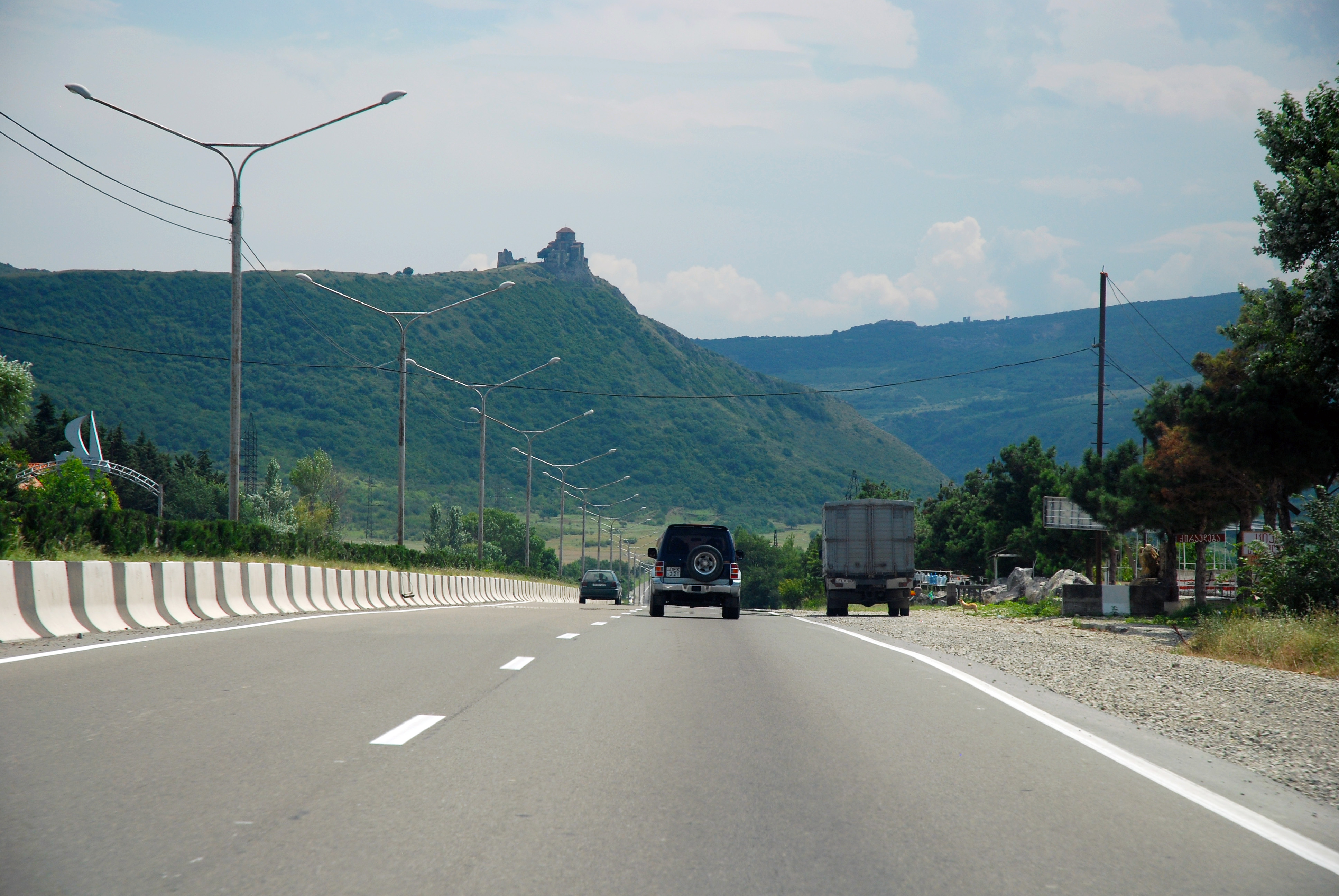
De S1 (E60) met Dzjvariklooster

Door de gemeente passeren belangrijke transportcorridors: de route van internationaal belang S1 (E60) tussen Tbilisi en Zoegdidi. Deze East-West Highway is in de gemeente uitgebouwd tot autosnelweg. De Georgische Militaire Weg, of ook wel de route van internationaal belang S3 (E117) takt bij Natachtari af van de S1, en volgt de Aragvi-rivier stroomopwaarts naar Rusland.
Verder lopen er verschillende nationale routes door de gemeente, zoals de Sh29 (Tbilisi - Gori) die een aantal steden aan de zuidkant van de Mtkvari met elkaar verbindt. De nationale route Sh28 is vanaf de S1 de toegangsweg naar het in Zuid-Ossetië gelegen district Achalgori, waar voornamelijk Georgiërs wonen. Er is echter geen regulier doorgaand verkeer mogelijk over de feitelijke grens met Zuid-Ossetië.
Vlak aan de S3, bij het dorp Natachtari ligt het binnenlandse vliegveld Natachtari, waar vandaan vluchten vertrekken naar Ambrolaoeri en Mestia. Langs de Mtkvari loopt sinds 1871 de centrale spoorlijn van Georgië, van Tbilisi naar Batoemi, Poti en Zoegdidi.